# Jahresberichte für deutsche Geschichte
Die Jahresberichte für deutsche Geschichte (JDG) waren ein Akademienvorhaben der Berlin-Brandenburgischen Akademie der Wissenschaften. Sie verzeichnen als Standardbibliografie möglichst vollständig das deutsch- und fremdsprachige Schrifttum zur deutschen Geschichte, das allgemeinen wissenschaftlichen Standards genügt. Die Jahresberichte wurden zeitweise durch das Akademienprogramm gefördert, das von Bund und Ländern gemeinsam finanziert wird.

## Geschichte
Die Geschichte der Jahresberichte für deutsche Geschichte reicht bis in das Jahr 1880 zurück, als die Historische Gesellschaft zu Berlin damit begann, Jahresberichte der Geschichtswissenschaft herauszugeben. Nach einer Unterbrechung seit 1916 wurden 1926 die Jahresberichte für deutsche Geschichte unter der Leitung von Albert Brackmann und Fritz Hartung ins Leben gerufen. Diese erschienen bis ins Jahr 1942 mit einem bibliographischen Teil sowie Fortschrittsberichten zum Stand der Forschung zu unterschiedlichen Themen der deutschen Geschichte. 1950 wurde die Arbeit an den Jahresberichten wieder aufgenommen, diesmal unter der Obhut der Deutschen Akademie der Wissenschaften zu Berlin. Die 1952 begonnene „Neue Folge“ der Jahresberichte enthält keine Forschungsberichte mehr, sondern nur mehr systematisch gegliederte Bibliographien. 
Das Unternehmen bestand während der wechselvollen Geschichte Berlins fort und war auch während der Teilung Deutschlands ein anerkanntes Instrument der historischen Forschung in Ost und West. Nach der Wiedervereinigung wurde das Unternehmen von der Berlin-Brandenburgischen Akademie der Wissenschaften weitergeführt, wo es bis heute angesiedelt ist. Projektleiter des Akademienvorhabens war von 1993 bis 2004 Wolfgang J. Mommsen; von 2005 bis 2015 wurden die Jahresberichte von Christoph Cornelißen geleitet. Ende 2015 wurde die Weiterführung der Jahresberichte für deutsche Geschichte eingestellt. Die Datenbank ist weiterhin abrufbar. 
Die Jahresberichte für deutsche Geschichte umfassen ca. 764.000 Titel von Monographien und Aufsätzen der Erscheinungsjahre 1949 bis Ende 2015. Zu jedem Titel gibt es einen Permalink, verschiedene Ausgabeformate, eine Übernahmeoption in BibSonomy sowie eine Verknüpfung zum Karlsruher Virtuellen Katalog (KVK). Die Titel sind verschlagwortet sowie Epochen und Sachbereichen zugeordnet. Über die Gemeinsame Normdatei (GND) und eine GND-Beacondatei bestehen eindeutige Vernetzungsoptionen. 

## Erscheinungsformen
Von 1927 bis 2009 erschien die Bibliographie als jährlicher gedruckter Band. In den Jahren 1996 bis 2002 erschienen zudem jährlich kumulierte Ausgaben auf CD-ROM. Ab 2010 wurde die Bibliographie nur noch als Datenbank weitergeführt. Seit Anfang 2003 ist die komplette Datenbank online verfügbar, derzeit vollständig mit Publikationen seit Beginn der Neuen Folge ab dem Berichtsjahr 1949. Die Bände von 1925 bis 1938 wurden retrodigitalisiert und sind ebenfalls online zugänglich. Die Daten sind mit der Deutschen Biographie verknüpft.

## Nachfolge
Seit 2017 hat der Fachinformationsdienst Geschichte an der Bayerischen Staatsbibliothek die Deutsche Historische Bibliografie die Aufgaben übernommen.